# 圣乔治德鲁埃莱
圣乔治德鲁埃莱（法語：Saint-Georges-de-Rouelley，法語發音：[sɛ̃ ʒɔʁʒ də ʁwɛlɛ]，意为“鲁埃莱的圣乔治”）是法国芒什省的一个市镇，属于阿夫朗什区。

## 地理
圣乔治德鲁埃莱（48°36'12"N, 0°46'8"W）面积20.52 平方千米，位于法国诺曼底大区芒什省，该省份为法国西北部沿海省份，西、北、东北三面环大西洋，东起顺时针与卡爾瓦多斯省、奧恩省、马耶讷省和伊勒-维莱讷省接壤。
与圣乔治德鲁埃莱接壤的市镇（或旧市镇、城区）包括：巴朗通、热尔、圣西尔迪巴约勒、隆莱拉拜、埃格雷讷河畔圣罗克、栋夫龙昂普瓦赖。
圣乔治德鲁埃莱的时区为UTC+01:00、UTC+02:00（夏令时）。

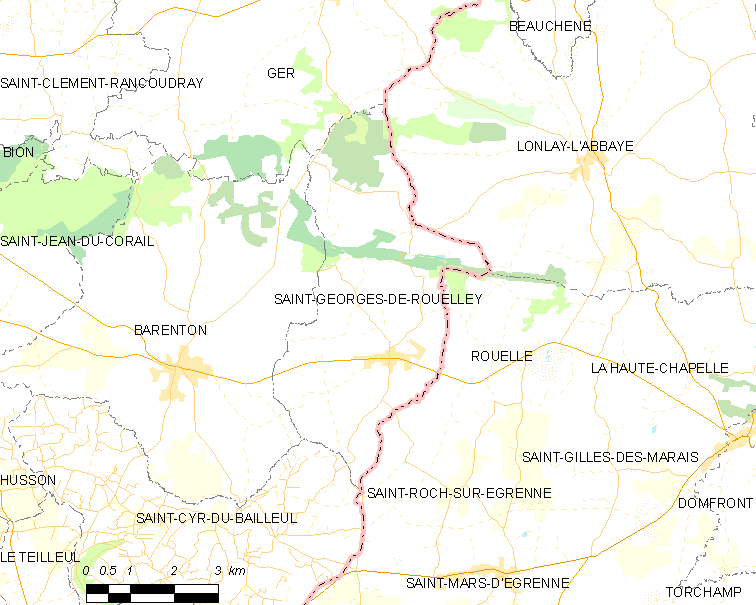
圣乔治德鲁埃莱的OSM定位图

## 行政
圣乔治德鲁埃莱的邮政编码为50720，INSEE市镇编码为50474。

## 政治
圣乔治德鲁埃莱所属的省级选区为勒莫尔泰奈县。

## 人口

1962-2008年间圣乔治德鲁埃莱人口变化图示

圣乔治德鲁埃莱于2022年1月1日时的人口数量为529人。